# Erna Denera

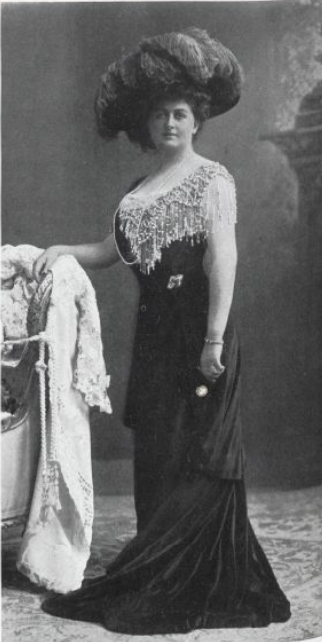
Erna Denera

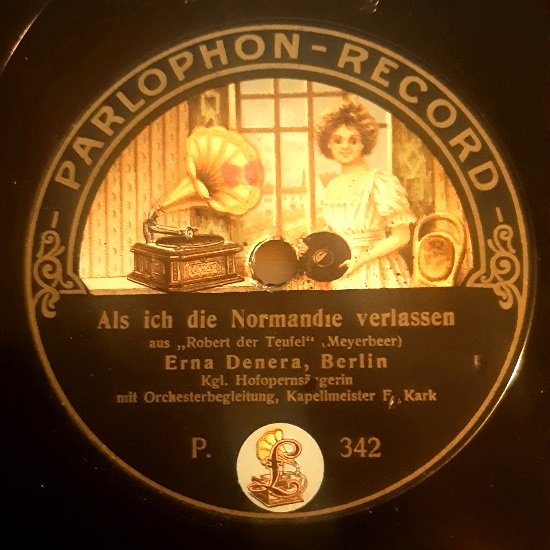
Schallplatte von Erna Denera (Berlin 1910)

Erna Denera (* 4. September 1879 in Schloß Pila, Gemeindebezirk Mur-Goslin, Kreis Obornik als Erna Adda Odebrecht; † 16. März 1938 in Berlin) war eine deutsche Opernsängerin (Sopran).

## Leben
Nach anfänglichem Studium des Klavierspiels und der Musiktheorie bei Max Reger und Heinrich Spangenberg in Wiesbaden sowie bei Wilhelm Kufferath in Bonn wechselte sie 1904 zum Gesangsstudium bei Franz Delong in Berlin und Heinrich Feinhaus in Mailand. Ihr Bühnendebüt erlebte sie 1906 als Senta im Fliegenden Holländer am Hoftheater in Kassel.
Nach kurzem Engagement 1907 am Hoftheater in Wiesbaden wirkte sie von 1908 bis 1921 als Sopranistin an der Berliner Hofoper, wo sie mit einem breiten Repertoire erfolgreich war und zur Kammersängerin ernannt wurde.
Sie gastierte – vor allem mit Partien aus Wagner-Opern – in Meiningen und Bayreuth, in Madrid und Barcelona, in Brüssel und Antwerpen. Für die Spielzeit 1916/17 hatte sie eine Verpflichtung an die Metropolitan Opera in New York City, die sie aber durch den Kriegseintritt der USA nicht wahrnehmen konnte. 1919 übernahm sie eine Rolle im Film Nocturno der Liebe. 1921/22 gab sie Gastspiele an verschiedenen italienischen Theatern.
Ihre letzten Lebensjahre verbrachte sie als Gesangspädagogin in Berlin.
Erna Denera starb 1938 in Berlin. Ihre letzte Ruhestätte befindet sich auf dem Südwestkirchhof Stahnsdorf. Sie trug den Orden für Kunst und Wissenschaft von Mecklenburg-Strelitz.

## Familie
Erna Danera war von 1897 bis 1910 mit dem Fabrikbesitzer Gustav Mez verheiratet. Ihre Tochter Lieselotte Denera (* 29. September 1898 in München als Lieselotte Erna Helene Mez; verehelichte Theaterintendant Weichert) wurde Schauspielerin und wirkte in Mannheim, Wien, Berlin und München.

## Tondokumente
Von 1909 bis 1915 existieren etwa 100 Aufnahmen (=Seiten) für die Label Odeon, Parlophon, Gramophone, Pathé, Favorite und Anker.
Darunter sind viele Wagner-Titel, u. a die früheste vollständige Aufnahme des ersten Aktes aus Richard Wagners Walküre mit dem Blüthner-Orchester unter Edmund von Strauß (Anker, Berlin 1913).